# Ярцево (Брянская область)
Ярцево — село в Стародубском муниципальном округе Брянской области.

## География
Находится в южной части Брянской области на расстоянии приблизительно 12 км по прямой на запад-северо-запад от районного центра города Стародуб.

## История
Упоминалось с 1620 как деревня, владение рода Борозди, с 1664 упоминается как село. Действовала Николаевская церковь (не сохранилась). В XVII—XVIII веках входило в 1-ю полковую сотню Стародубского полка.  Около четверти населения села составляли казаки. В 1859 году здесь (село Стародубского уезда Черниговской губернии) было учтено 39 дворов, в 1892—110. В середине XX века работал колхоз «Красное Ярцево». До 2020 года входило в состав Запольскохалеевичского сельского поселения Стародубского района до их упразднения.

## Население
Численность населения: 366 человек (1859 год), 590 (1892), 200 человек в 2002 году (русские 99 %), 139 в 2010.